# آمالیا استربینسکی
آمالیا اِستربینسکی (به مجاری: Sterbinszky Amália؛ زادهٔ ۲۹ سپتامبر ۱۹۵۰ – درگذشتهٔ ۳ آوریل ۲۰۲۵) بازیکن هندبال اهل مجارستان بود.
استربینسکی در ۳ آوریل ۲۰۲۵، در سن ۷۴ سالگی در بیمارستانی در کپنهاگ، دانمارک درگذشت.